# Grafheuvel van Kościuszko

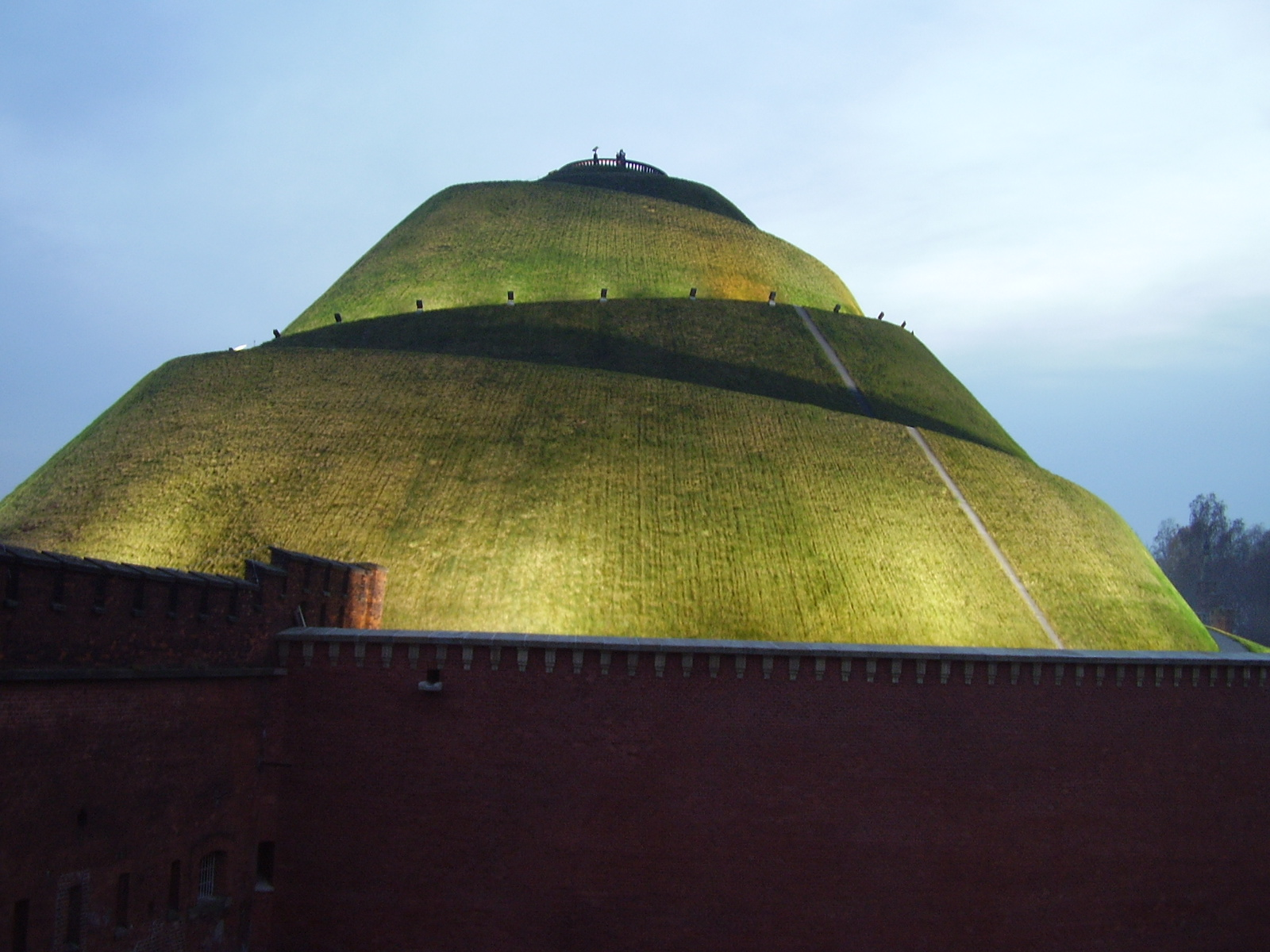
Grafheuvel van Kościuszko

De Grafheuvel van Kościuszko (Pools: Kopiec Kościuszki) is een tumulus in Krakau in Polen die ter ere van Tadeusz Kościuszko opgeworpen werd naar het model van de Grafheuvel van Krakus en de Grafheuvel van Wanda, beide ook in Krakau. Een kronkelig pad leidt naar de top, die op ongeveer 326 meter boven de zeespiegel ligt en een panoramisch uitzicht over de rivier de Wisła en de stad biedt. De heuvel werd in november 1823 voltooid. Als locatie voor het monument koos men de natuurlijke heuvel Sikornik, gelegen in het westelijke deel van het district Zwierzyniec. Het is een van de vier grafheuvels van Krakau.
De bouw werd gefinancierd door donaties van Polen uit de Poolse gebieden die onder buitenlandse bezetting stonden. In de periode 1820-1823 bouwden mensen van alle leeftijden en klassen vrijwillig de heuvel met een hoogte van 34 meter. De werkzaamheden werden begeleid door een comité voor de constructie van het Tadeusz Kościuszkomonument. Aan de voet van de heuvel werd de Stichtingsakte geplaatst in een glazen en marmeren kast. Op de top van de heuvel plaatste men een granieten rotsblok dat afkomstig was uit het Tatragebergte met het opschrift Kościuszce (Aan Kościuszko). In de heuvel werden urnen begraven met aarde van de Poolse en Amerikaanse slagvelden waar Tadeusz Kościuszko gevochten had.
Van 1850 tot 1854 bouwden de Oostenrijkse autoriteiten een bakstenen citadel rond de Heuvel en begonnen de heuvel te gebruiken als een strategische uitkijkpost. Als compensatie voor een eerder gesloopte historische kerk werd er ook een neogotische Gezegende Bronisławakapel gebouwd. Na de Tweede Wereldoorlog werden de fortificaties afgebroken in de periode 1945-1956.
Naast de heuvel is er een museum gewijd aan Kościuszko dat artefacten en herinneringen van zijn leven en prestaties tentoonstelt. In 1997 werd de heuvel geërodeerd door hevige regenval, waardoor het voortbestaan van de heuvel in het gedrang kwam. In de periode 1999-2003 werd de heuvel gerestaureerd, waarbij een afwateringssysteem en een nieuwe waterdicht membraan werd geïnstalleerd.
De heuvel inspireerde graaf Paweł Strzelecki, Pools patriot en Australisch ontdekkingsreiziger, ertoe om de hoogste berg in Australië Mount Kosciuszko te noemen vanwege zijn vermeende gelijkenis met de Grafheuvel van Kościuszko in Krakau.

## Galerij

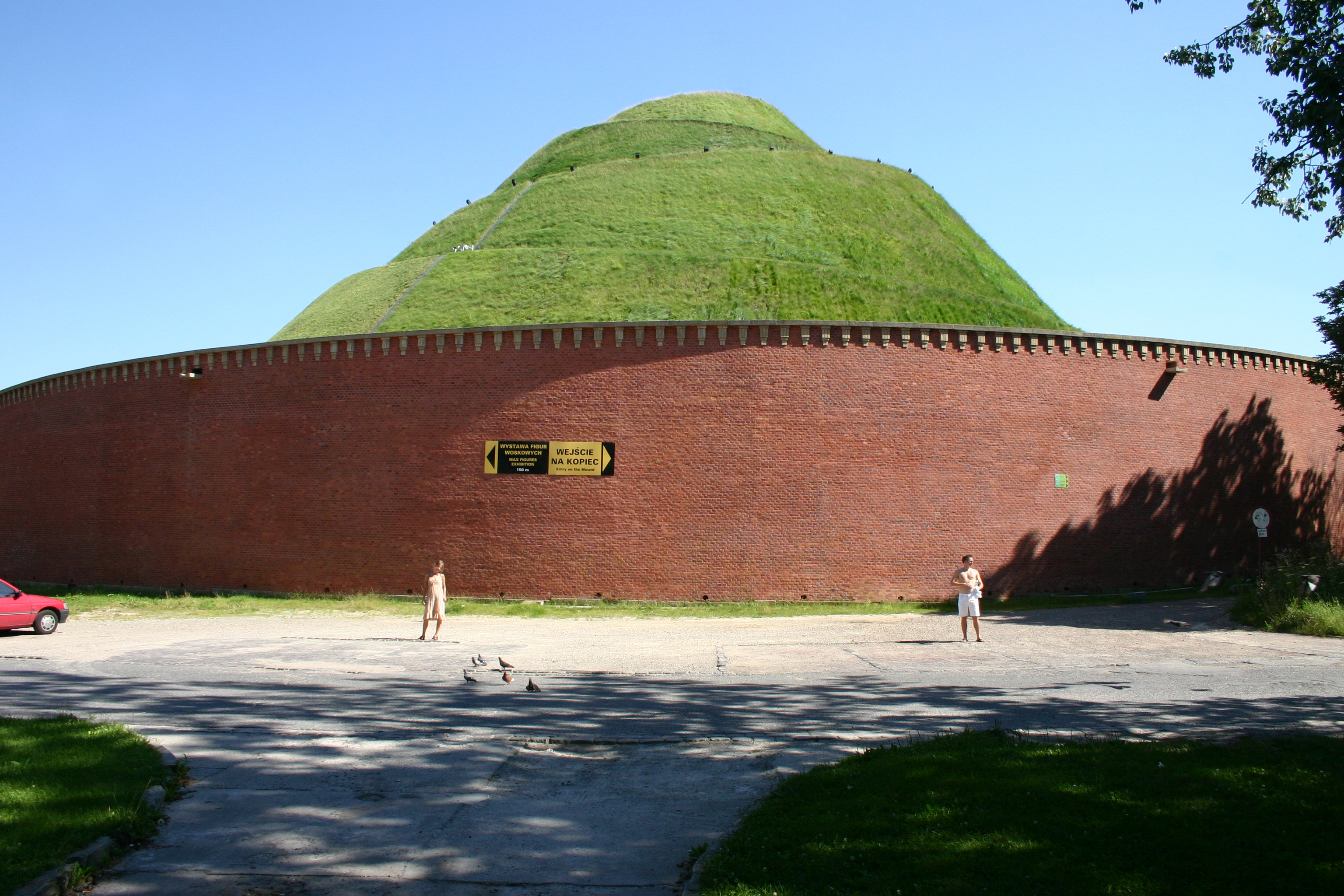
De Grafheuvel van Kościuszko, zie voor de schaal de bezoekers op de voorgrond.
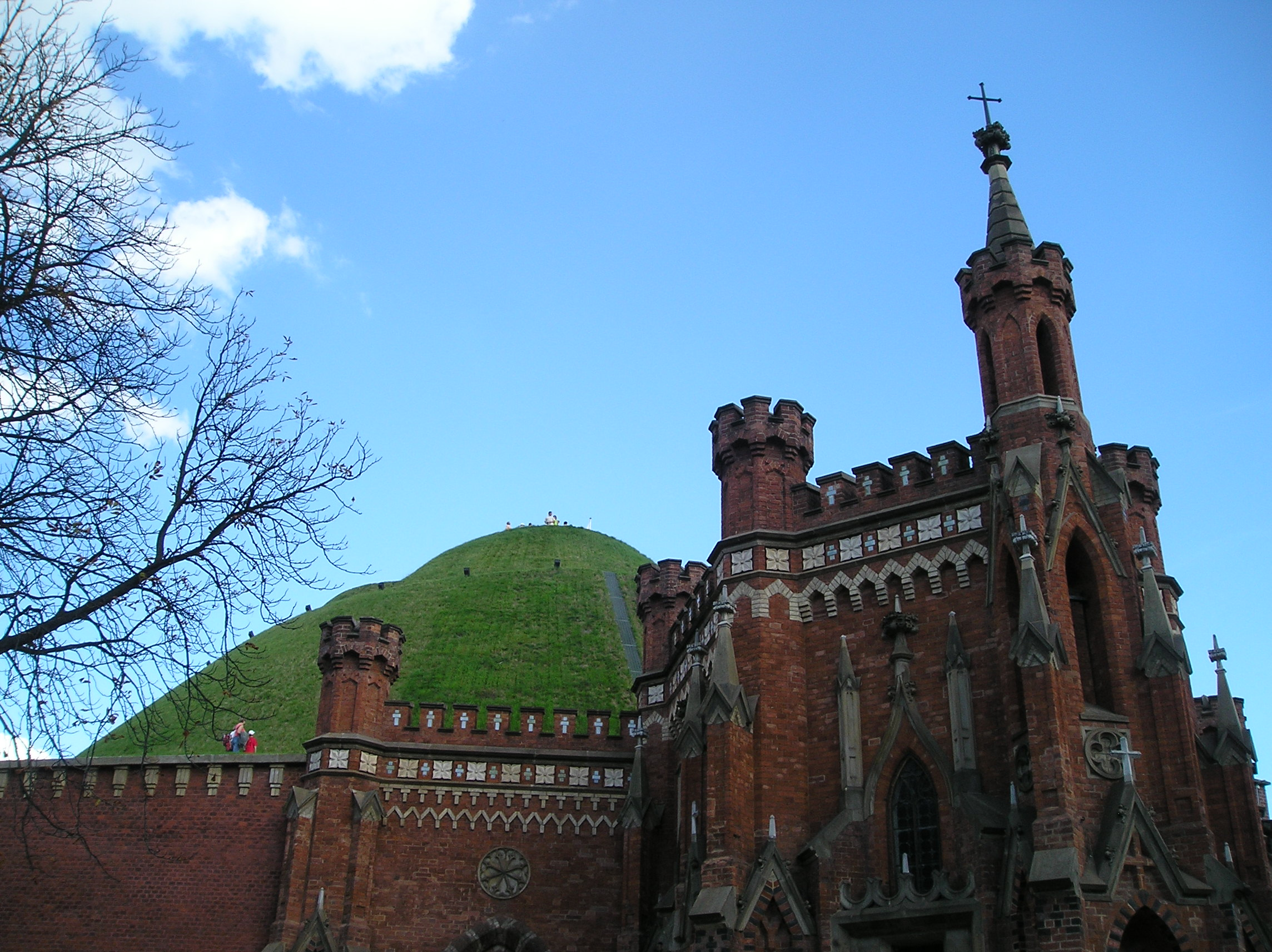
De heuvel met aan de voet de Gezegende Bronisławakapel
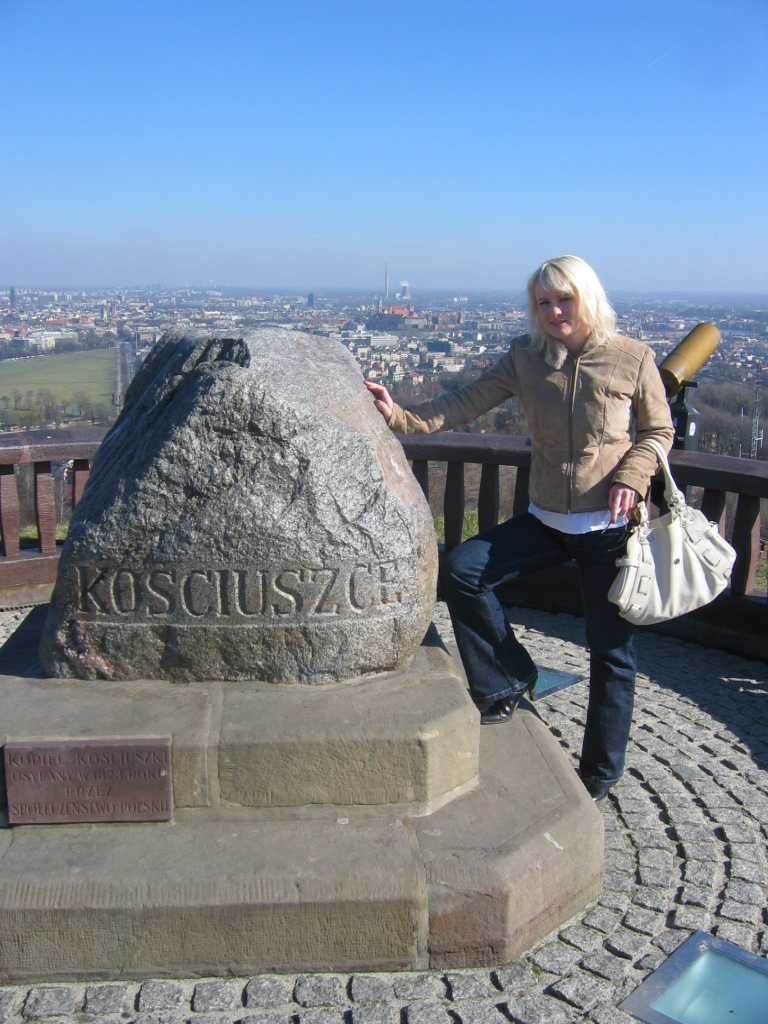
De top
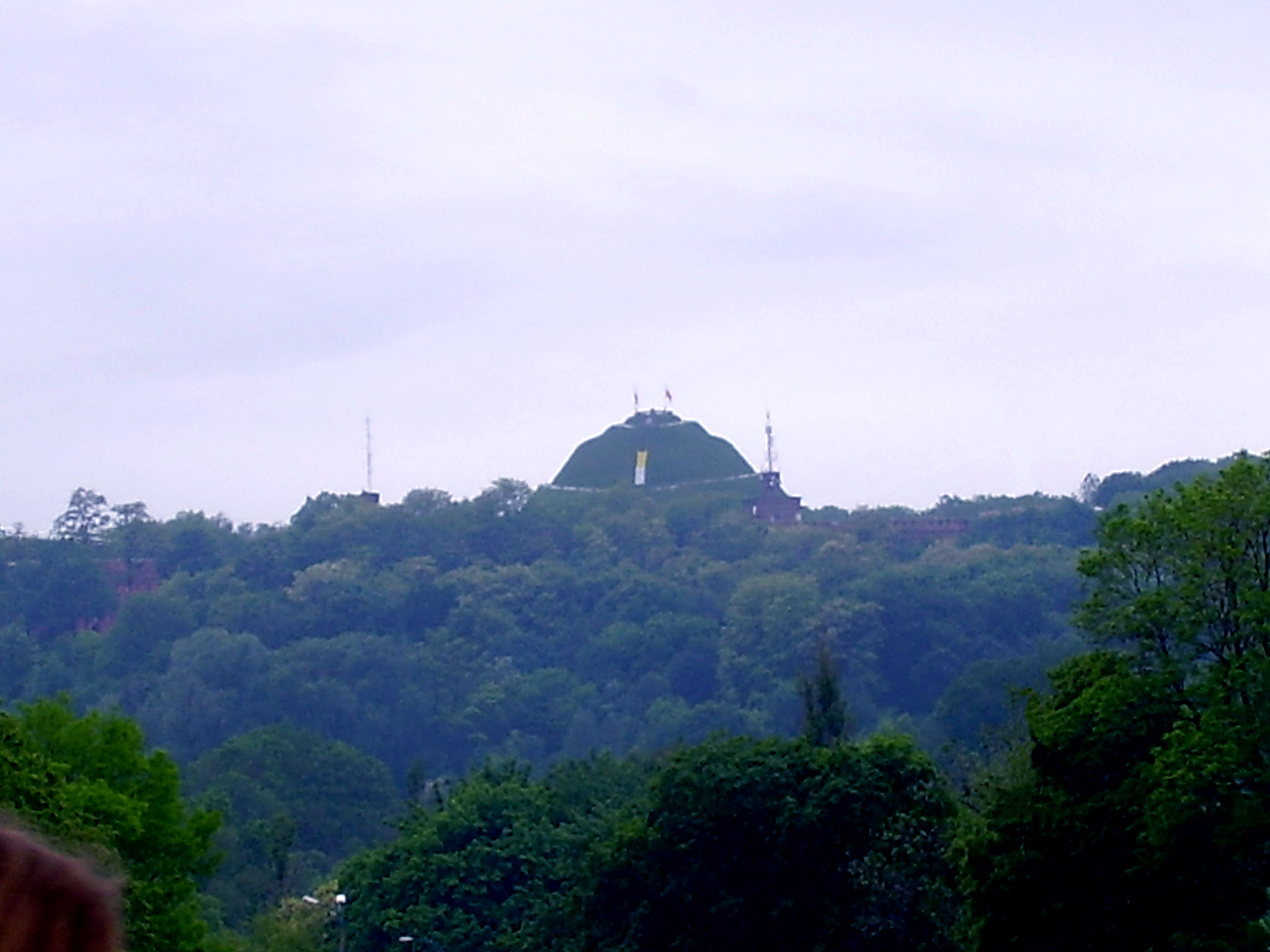
De grafheuvel gezien vanaf het park Błonia in Krakau
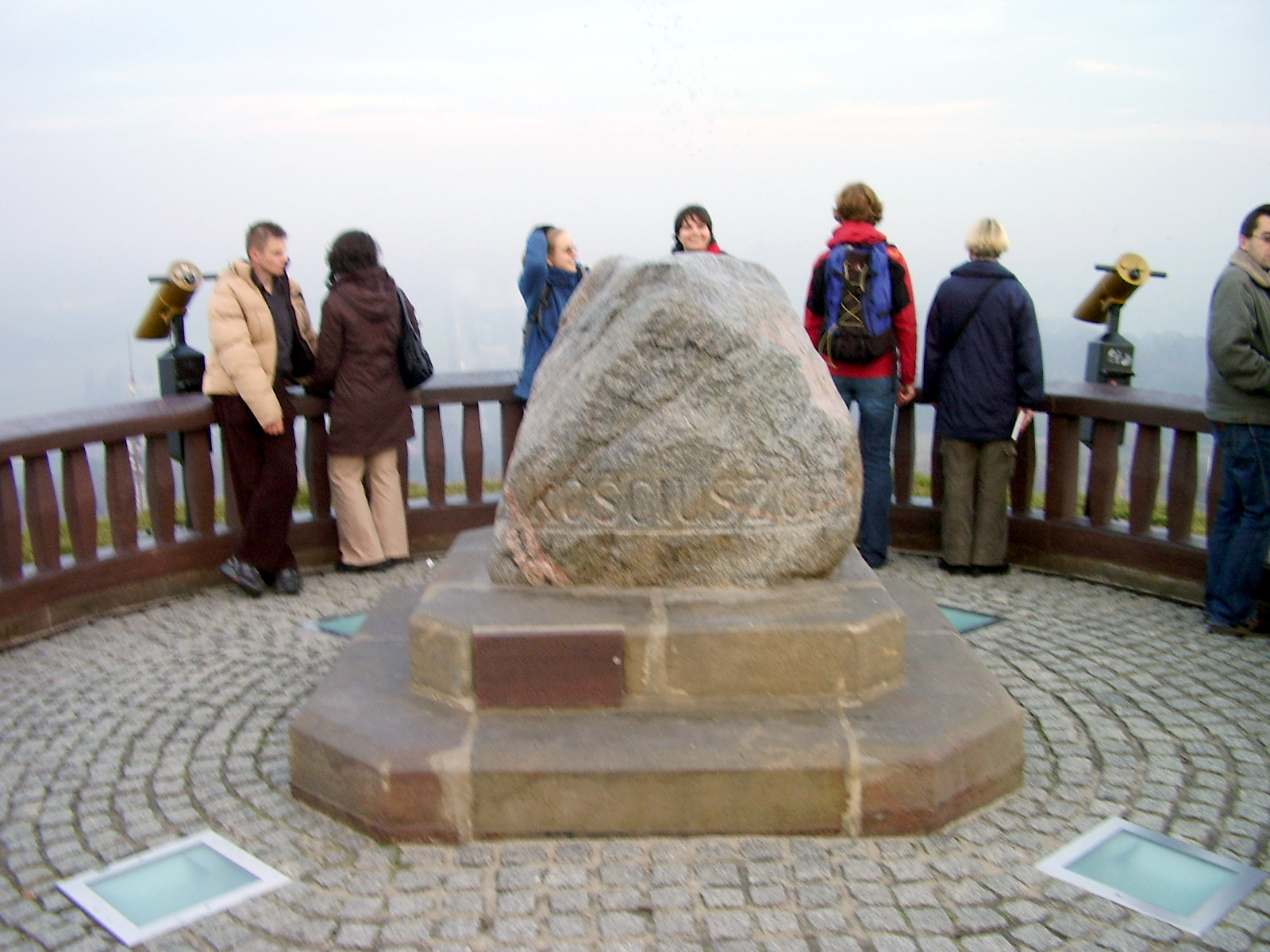
De top